# Return of the Living Dead: Necropolis
Return of the Living Dead: Necropolis (también conocida como Return of the Living Dead 4: Necrópolis), es una película de zombis para televisión del 2005 dirigida por Ellory Elkayem y protagonizada por Aimee Lynn Chadwick, Cory Hardrict, John Keefe, Jana Kramer y Peter Coyote.
Una versión editada de la película se emitió en el canal Sci-Fi el 15 de octubre de 2005. La versión calificada R fue lanzada en DVD el 18 de abril de 2006 .
La película estaba en desarrollo como Return of the Living Dead 4: Necrópolis pero en cuanto se la difundió, el número 4 fue eliminado del título, ya que no guardaba ninguna relación con las anteriores películas de la serie Return of the Living Dead.

## Argumento
La película comienza con Charles de Garrison (Coyote) viajando a Chernobyl para comprar contenedores de trioxina, la sustancia que reanima a los muertos convirtiéndolos en zombis. Charles trabaja para una empresa llamada Hybra Tech, que está experimentando con dicha sustancia. Un accidente en el laboratorio hace que haya un escape de gas, y un brote de zombis se origina.

## Reparto
- Aimee Lynn Chadwick como Becky.
- Cory Hardrict como Cody.
- John Keefe como Julian Garrison.
- Jana Kramer como Katie Williams.
- Peter Coyote como el tío Charles.
- Elvin Dandel como Zeke Borden.
- Alexandru Geoana como Jake Garrison.
- Toma Danila como Carlos.
- Diana Munteanu como Mimi Romero.
- Serban Georgevici como Hector.
- Gelu Nitu como Boris.
- Claudiu Trandafir as Nicholai.
- Boris Petroff como Crusty.
- Constantin Barbulescu como Joey.
- Razvan Oprea como Darren.
- Dan Astileanu como García.
- Lorena Lupu como Genie.
- Esther Nathalie como la señora Rayburn.